# Tennis vid olympiska sommarspelen 1904
I tennis vid olympiska sommarspelen 1904 avgjordes två grenar, båda för herrar. Trettiosex tävlande från två länder deltog. Endast värdnationen USA tog medljer, vilket inte var så förvånansvärt då endast en deltagare från ett annat land (Tyskland) deltog.

## Medaljfördelning
| Pl.    | Nation | Guld | Silver | Brons | Totalt |
| ------ | ------ | ---- | ------ | ----- | ------ |
| 1      | USA    | 2    | 2      | 4     | 8      |
| Totalt | Totalt | 2    | 2      | 4     | 8      |

## Medaljörer

### Herrar
| Gren                   | Guld                           | Silver                         | Brons                                                      |
| Herrsingel Detaljer... | Beals Wright (USA)             | Robert LeRoy (USA)             | Alphonzo Bell (USA) Edgar Leonard (USA)                    |
| Herrdubbel Detaljer... | USA Beals Wright Edgar Leonard | USA Robert LeRoy Alphonzo Bell | USA Clarence Gamble Arthur Wear USA Joseph Wear Allen West |

## Deltagande nationer
Totalt deltog trettiosex tennisspelare från två länder vid de olympiska spelen 1904 i Saint Louis.
- Tyskland (2)
- USA (43)